# Лиферинг
«Лиферинг» (нем. FC Liefering) — австрийский футбольный клуб из города Зальцбург, выступавший ранее под названием «Аниф». Основан 20 мая 1947 года. В настоящее время клуб играет во второй по значимости Первой лиге Австрии по футболу. Начиная с 2012 года является фарм-клубом зальцбургского ФК «Ред Булл», выступающего в Австрийской футбольной бундеслиге.

## История

### Основание и первые годы
Спортивный клуб «Аниф» был образован в 1947 году женщинами, которые хотели заниматься гимнастикой. В 1948 году была образована футбольная секция клуба. Расцвет клуба пришёлся на 1970-е годы. Клуб играл в Первой лиге Австрии в сезоне 1978/79, но неудачно, набрав только 8 очков в чемпионате. Это был худший результат, которого когда-либо достигали команды в данной лиге.

### 2003—2012 годы
В сезоне 2003/04 они пробились в Региональную лигу Австрии, но в этом же сезоне покинули лигу. Начиная с сезона 2007/08 футбольный клуб «Аниф» сумел закрепиться в Региональной лиге. Клуб начал сотрудничество с «Ред Буллом» в  сезоне 2010/11. Игроки «быков», которые не проходили в состав отправлялись в «Аниф».

### Фарм-клуб «Ред Булла»
В декабре 2011 года «Ред Булл» подписал контракт о сотрудничестве с «Пашингом» и с клубом «Аниф». Молодёжная команда (включая тренеров) «быков» была распределена по этим двум клубам.
Начиная с сезона 2013/14 «Лиферинг» играет в Первой лиге Австрии. Клуб имеет право продвижения в австрийскую Бундеслигу, так как клуб выступает по лицензии «Анифа».

## Визитная карточка

### Эмблемы

Эмблема ФК «Аниф»
Эмблема ФК «Лиферинг»

### Стадион

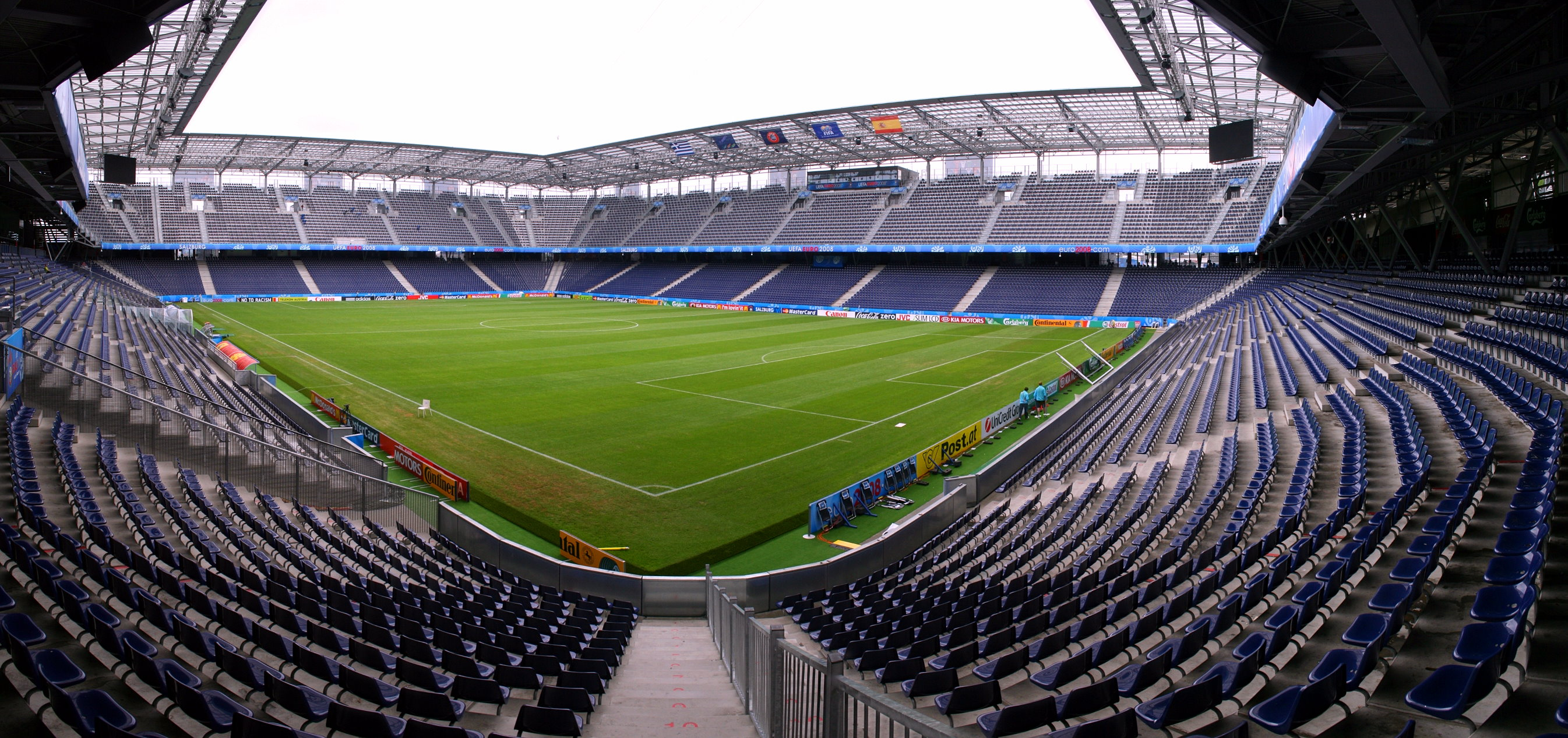
Домашняя арена ФК «Лиферинг» Зальцбург

Команда проводит домашние матчи на зальбургской «Ред Булл Арене».

## Текущий состав

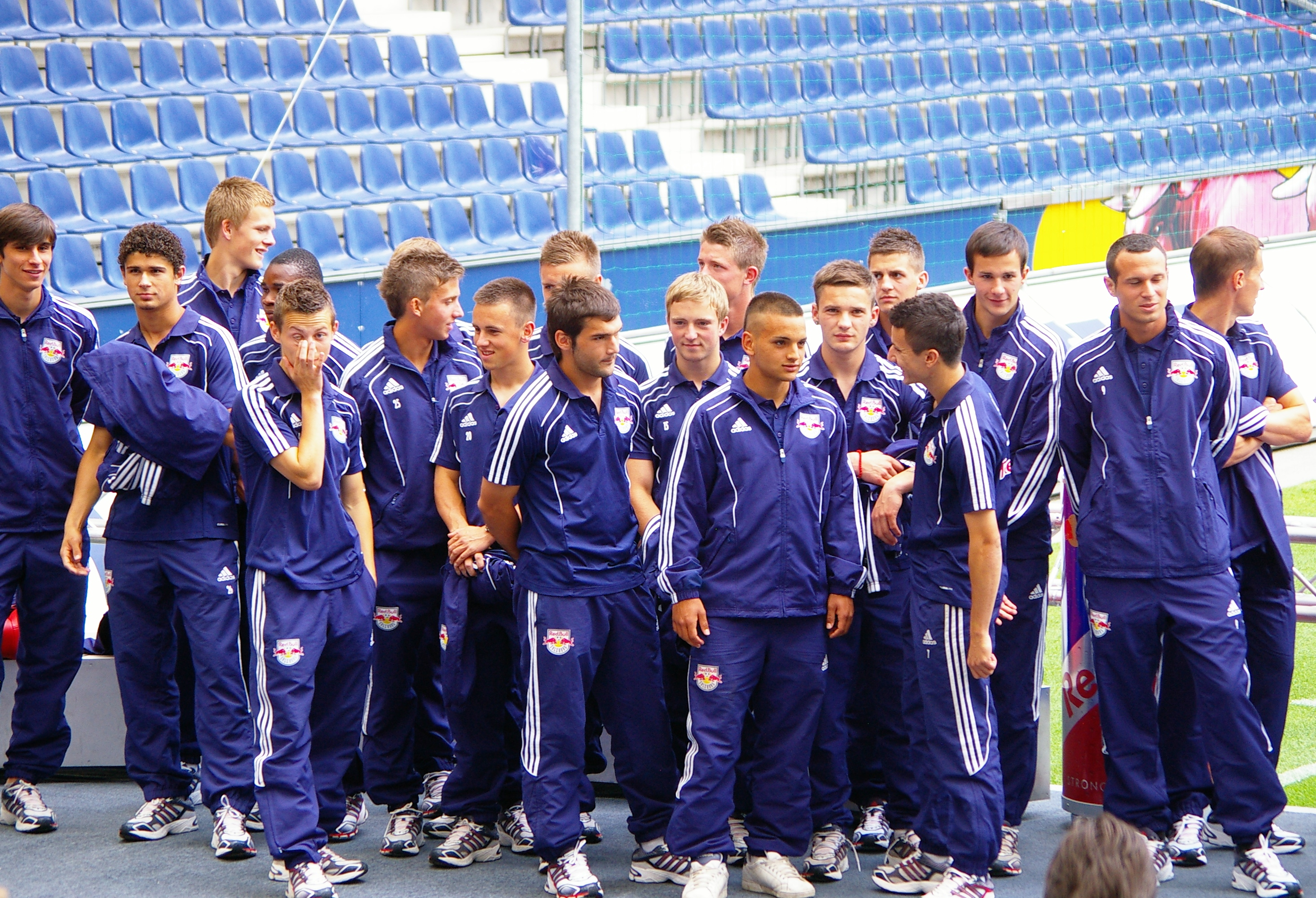
Юниорский состав в 2011 году

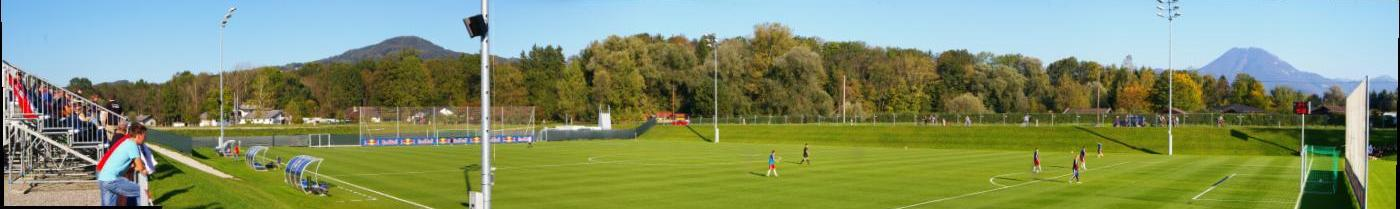
Футбольная академия «Лиферинга»

## Достижения
Региональная лига Австрии по футболу (зона Запад)
- Чемпионы (2): 1978/79, 2012/13

Австрийская Земельная Лига
- Чемпионы: 1988/89

Зальцбургская лига
- Чемпионы: 1988/89, 1992/93, 2002/03, 2006/07

## Руководство клуба

### Тренерский состав
| ФИО          | Должность       |
| ------------ | --------------- |
| Петр Зейдлер | Главный тренер  |
| Жолт Лёв     | Старший тренер  |
| Ганс Лейтер  | Тренер вратарей |